# Gonioscia
Gonioscia là một chi bướm đêm thuộc họ Erebidae.